# 28888 Agrusa
28888 Agrusa è un asteroide della fascia principale. Scoperto nel 2000, presenta un'orbita caratterizzata da un semiasse maggiore pari a 2,569389 UA e da un'eccentricità di 0,124215, inclinata di 5,979390° rispetto all'eclittica. Ha un diametro di 3,953 km.